# Mistrzostwa Świata w Kolarstwie Torowym 2008
105. Mistrzostwa Świata w Kolarstwie Torowym 2008 odbyły się w dniach 26–30 marca 2008 roku w brytyjskim Manchesterze. Miejscem imprezy był Manchester Velodrome. W programie mistrzostw znalazło się osiem konkurencji dla kobiet: sprint indywidualny, sprint drużynowy, wyścig na dochodzenie wyścig punktowy, wyścig na 500 m, scratch keirin i wyścig drużynowy na dochodzenie oraz dziesięć konkurencji dla mężczyzn: sprint indywidualny, sprint drużynowy, wyścig indywidualny na dochodzenie, wyścig drużynowy na dochodzenie, wyścig punktowy, wyścig ze startu zatrzymanego, wyścig na 1 km, wyścig drużynowy na dochodzenie, madison, keirin, scratch i omnium. 

## Medaliści

### kobiety
| Konkurencja                         | Data          | Złoto                                                                 | Srebro                                                      | Brąz                                                           |
| ----------------------------------- | ------------- | --------------------------------------------------------------------- | ----------------------------------------------------------- | -------------------------------------------------------------- |
| 500 m ze startu zatrzymanego        | 26 marca 2008 | Lisandra Guerra                                                       | Simona Krupeckaitė                                          | Sandie Clair                                                   |
| 3000 m indywidualnie na dochodzenie | 27 marca 2008 | Rebecca Romero                                                        | Sarah Hammer                                                | Katie Mactier                                                  |
| sprint drużynowy                    | 27 marca 2008 | Wielka Brytania · Victoria Pendleton · Shanaze Reade                  | Chiny · Gong Jinjie · Zheng Lulu                            | Niemcy · Dana Glöss · Miriam Welte                             |
| 3 km drużynowo na dochodzenie       | 28 marca 2008 | Wielka Brytania · Wendy Houvenaghel · Rebecca Romero · Joanna Rowsell | Ukraina · Switłana Haluk · Lubow Szulika · Łesia Kałytowśka | Niemcy · Charlotte Becker · Verena Joos · Alexandra Sontheimer |
| scratch                             | 30 marca 2008 | Eleonora van Dijk                                                     | Yumari González                                             | Belinda Goss                                                   |
| sprint indywidualny                 | 29 marca 2008 | Victoria Pendleton                                                    | Simona Krupeckaitė                                          | Jennie Reed                                                    |
| wyścig punktowy                     | 29 marca 2008 | Marianne Vos                                                          | Trine Schmidt                                               | Vera Carrara                                                   |
| keirin                              | 29 marca 2008 | Jennie Reed                                                           | Victoria Pendleton                                          | Christin Muche                                                 |

### mężczyźni
| Konkurencja                       | Data          | Złoto                                                                             | Srebro                                                                                  | Brąz                                                                    |
| --------------------------------- | ------------- | --------------------------------------------------------------------------------- | --------------------------------------------------------------------------------------- | ----------------------------------------------------------------------- |
| wyścig punktowy                   | 28 marca 2008 | Wasil Kiryjenka                                                                   | Christophe Riblon                                                                       | Peter Schep                                                             |
| sprint drużynowy                  | 26 marca 2008 | Francja · Grégory Baugé · Kévin Sireau · Arnaud Tournant                          | Wielka Brytania · Ross Edgar · Chris Hoy · Jamie Staff                                  | Holandia · Theo Bos · Teun Mulder · Tim Veldt                           |
| scratch                           | 26 marca 2008 | Alaksandr Lisouski                                                                | Wim Stroetinga                                                                          | Roger Kluge                                                             |
| 4 km indywidualnie na dochodzenie | 26 marca 2008 | Bradley Wiggins                                                                   | Jenning Huizenga                                                                        | Aleksiej Markow                                                         |
| keirin                            | 29 marca 2008 | Chris Hoy                                                                         | Teun Mulder                                                                             | Christos Volikakis                                                      |
| 1 km ze startu zatrzymanego       | 30 marca 2008 | Teun Mulder                                                                       | Michaël D’Almeida                                                                       | François Pervis                                                         |
| 4 km drużynowo na dochodzenie     | 27 marca 2008 | Wielka Brytania · Edward Clancy · Geraint Thomas · Paul Manning · Bradley Wiggins | Dania · Michael Færk Christensen · Casper Jørgensen · Jens-Erik Madsen · Alex Rasmussen | Australia · Graeme Brown · Mark Jamieson · Bradley McGee · Luke Roberts |
| madison                           | 29 marca 2008 | Wielka Brytania · Mark Cavendish · Bradley Wiggins                                | Niemcy · Roger Kluge · Olaf Pollack                                                     | Dania · Michael Mørkøv · Alex Rasmussen                                 |
| omnium                            | 30 marca 2008 | Hayden Godfrey                                                                    | Leigh Howard                                                                            | Alaksandr Lisouski                                                      |
| sprint indywidualny               | 28 marca 2008 | Chris Hoy                                                                         | Kévin Sireau                                                                            | Mickaël Bourgain                                                        |

## Końcowa klasyfikacja medalowa
| Miejsce | Państwo           |   |   |   | Razem |
| ------- | ----------------- | - | - | - | ----- |
| 1.      | Wielka Brytania   | 9 | 2 | 0 | 11    |
| 2.      | Holandia          | 3 | 3 | 2 | 8     |
| 3.      | Białoruś          | 2 | 0 | 1 | 3     |
| 4.      | Francja           | 1 | 3 | 3 | 7     |
| 5.      | Stany Zjednoczone | 1 | 1 | 1 | 3     |
| 6.      | Kuba              | 1 | 1 | 0 | 2     |
| 7.      | Nowa Zelandia     | 1 | 0 | 0 | 1     |
| 8.      | Dania             | 0 | 2 | 1 | 3     |
| 9.      | Litwa             | 0 | 2 | 0 | 2     |
| 10.     | Niemcy            | 0 | 1 | 4 | 5     |
| 11.     | Australia         | 0 | 1 | 3 | 4     |
| 12.     | Chiny             | 0 | 1 | 0 | 1     |
|         | Ukraina           | 0 | 1 | 0 | 1     |
| 14.     | Grecja            | 0 | 0 | 1 | 1     |
|         | Rosja             | 0 | 0 | 1 | 1     |
|         | Włochy            | 0 | 0 | 1 | 1     |